# 公主限定！～Princess Limited～
《公主限定！～Princess Limited～》是日本Princess Sugar在2011年2月25日發售的戀愛冒險類型成人遊戲，Princess Sugar的第一作，電腦CLUB（電脳CLUB）在2011年10月27日發售DVDPG版。後來在2012年由PoRO發售OVA版。

## 故事
メルベリ公國的公主セリナ來到武稜學園留學並且寄宿在朝倉家與朝倉悠和朝倉美久同居，有天マルアランド國的公主オリビア轉入武稜學園，但不久因為オリビア的態度問題與セリナ對立起來，悠也因此成為雙方爭奪的對象。

## 角色

### 主要角色
朝倉悠
本作男主角。武稜學園二年A組學生，セリナ的管家。
（聲：櫻川未央）
生日：2月26日　血型：O型　身高：158cm　 三圍：B88/W56/H86
本名是セリナ＝コウサカ＝ヴィクセル，為了隱瞞身份而改名為高坂セリナ。メルベリ公國的公主，悠的同學和遠房親戚。
（聲：青葉林檎）
生日：12月23日　血型：A型　身高：165cm　三圍：B92/W57/H87
マルアランド國的公主，悠的同學。因為國家發生軍事政變而逃亡到日本。
朝倉美久（聲：藤森ゆき奈）
生日：1月23日　血型：A型　身高：149cm　 三圍：B78/W56/H81
悠的義妹，武稜學園一年級學生。在小時候被千明收養。

### 其他角色
（聲：北見六花）
生日：5月5日　血型：AB型　身高：170cm　 三圍：B80/W56/H82
服侍セリナ的護衛，武稜學園二年級學生，暱稱ジャン。穿著男裝是因為擔心悠身邊有女性接近會使セリナ不高興。
（聲：倉田まりや）
生日：3月28日　血型：B型　身高：162cm　 三圍：B88/W57/H88
服侍オリビア的女僕長，武稜學園三年級學生。喜歡オリビア的女同性戀。
高津涼子（聲：水純菜菜步）
生日：12月31日　血型：A型　身高：158cm　 三圍：B84/W55/H83
武稜學園三年級學生和學生會長。
朝倉千明（聲：高井戸雫）
悠和美久的母親。和セリナ的母親有親戚關係。

## 主題歌
片頭曲「Love Unlimited!」
作詞：連悠太　作曲：MASAMU　歌：青葉林檎
片尾曲「こいのほし」
作詞：連悠太　作曲：MASAMU　歌：青葉林檎

## OVA
OVA版是由PoRO在2012年發售的成人動畫，全部共有兩話。

### 各話列表
| 卷數 | 標題 | 發售日         |
| ---- | ---- | -------------- |
| 1    |      | 2012年5月25日  |
| 2    |      | 2012年10月26日 |

### 工作人員
- 原作：Princess Sugar
- 企劃：いちもつ堂
- 劇本：PON
- 角色設計：きのはらひかる
- 製作人：天手毛天
- 製作：PoRO

## 外部連結
- Princess Sugar （页面存档备份，存于） （日語）
- 姫様限定! 〜Princess Limited〜 （页面存档备份，存于） Princess Sugar（日語）